# یواس‌اس وهاتلاند (ای‌کی‌ای-۸۵)
یواس‌اس وهاتلاند (ای‌کی‌ای-۸۵) (به انگلیسی: USS Wheatland (AKA-85)) یک کشتی بود که طول آن ۴۵۹ فوت ۲ اینچ (۱۳۹٫۹۵ متر) بود. این کشتی در سال ۱۹۴۴ ساخته شد.